# Campoplex fascialvus
Campoplex fascialvus är en stekelart som beskrevs av Gupta och Maheshwary 1977. Campoplex fascialvus ingår i släktet Campoplex och familjen brokparasitsteklar. Inga underarter finns listade.